# Don Paul Fowler
Don Paul Fowler (* 21. Mai 1953 in Birmingham; † 15. Oktober 1999 in Oxford) war ein englischer Altphilologe.

## Leben
Fowler stammte aus einfachen Verhältnissen in Birmingham und besuchte dort die King Edward VI Camp Hill School für Jungen. Nach seinem Studium am Christ Church College in Oxford wurde Fowler zunächst Lecturer in Classics am Magdalen College (1976–1977) und anschließend Dyson Junior Research Fellow in Greek Culture am Balliol College (1978–1980). Im Alter von 28 Jahren wurde er zum Fellow and Tutor in Classics am Jesus College ernannt und versah zugleich die Stelle eines University Lecturer in Greek and Latin Literature an der Oxford University (1981–1999). Fowler knüpfte zahlreiche Kontakte mit Altphilologen in Nordamerika und Europa. Das Italienische beherrschte er so gut, dass er in dieser Sprache auch frei vor Publikum sprechen konnte. Auf diese Weise wurde er zu einem wichtigen Vermittler zwischen italienischer und britischer Latinistik in den 1980er Jahren. Insbesondere mit Gian Biagio Conte und Alessandro Barchiesi und der italienischen Fachzeitschrift Materiali e discussioni per l’analisi dei testi classici war er eng verbunden. Fowler war auch Mitglied der Editorial Boards weiterer Fachzeitschriften (unter anderen Journal of Roman Studies und Arachnion).
Fowler war seit 1977 mit der Altphilologin Peta Fowler (geborene Moon) verheiratet und hat eine Tochter.

## Werk
Obwohl Fowler bei seinem vorzeitigen Tod keine Monographie hinterlassen hat, zählt er aufgrund seiner intellektuellen Umtriebigkeit und Originalität zu den herausragenden Latinisten seiner Generation. Er war einer der Vorreiter der Anwendung moderner Literaturtheorie und Informationstechnologie in der Altphilologie. Sein Spezialgebiet in der lateinischen Literatur war der römische Epikureismus, das Werk des Lukrez und des Vergil, Themen, zu denen Fowler wie zu anderen zahlreiche Aufsätze und Beiträge verfasste. Ein Buch zu Lukrez ist ebenso wenig erschienen wie das lang erwartete „Buch zum Buch“ mit dem provisorischen Titel Unrolling the Text: books and readers in classical Latin poetry, das sich mit der Geschichte der Buchrolle in der Antike und seiner Rolle in der antiken Dichtung befassen sollte. Allerdings wurde ein Teilkommentar zum zweiten Buch des Lukrez von seiner Frau herausgegeben. Darüber hinaus verfasste Fowler von 1986 bis 1993 die Subject Reviews in Latin Literature in der Fachzeitschrift Greece and Rome und war mit seiner Frau Peta für den Bereich der lateinischen Literatur in der dritten Auflage des The Oxford Classical Dictionary verantwortlich (siehe insbesondere die Einträge Lucretius, Virgil und Literary Theory and the Classics). In der Literaturtheorie hat er vor allem zur Ironie, zur Fokalisierung, zum Schluss (engl. closure) und zur Intertextualität gearbeitet.

## Veröffentlichungen (Auswahl)
Kommentar
- Lucretius on atomic motion. A commentary on De rerum natura book two, lines 1–332. Edited by Peta Fowler, Oxford University Press, Oxford 2002. ISBN 0-19-924358-1

Herausgeberschaften
- (Hrsg., mit Efrossini Spentzou): Cultivating the Muse: Struggles for Power and Inspiration in Classical Literature. Oxford University Press, Oxford 2002, ISBN 0-19-924004-3.
- (Hrsg., mit Deborah H. Roberts und Francis M. Dunn): Classical Closure: Reading the End in Greek and Latin Literature. Princeton 1997. ISBN 0-691-04452-X. Rezension von: Marilyn B. Skinner, in: Bryn Mawr Classical Review, 1997.12.13

Aufsatzsammlung
- Roman constructions. Readings in postmodern Latin. Oxford University Press, Oxford 2000, ISBN 0-19-815309-0.

Aufsätze
- The Didactic Plot, in: Matrices of genre. Authors, canons, and society. Edited by Dirk Obbink and Mary Depew (Center for Hellenic Studies, colloquia, 4). Harvard University Press, Cambridge MA u. a. 2000, ISBN 0-674-00338-1.
- Epic in the Middle of the Wood: Mise en Abyme in the Nisus and Euryalus Episode, in: Intratextuality. Greek and Roman Textual Relations. Edited by Alison Sharrock and Helen Morales. Oxford 2000, 89–113.
- From Epos to Cosmos: Lucretius, Ovid, and the Poetics of Segmentation, in: Ethics and Rhetoric. Classical Essays for Donald Russell on his Seventy-Fifth Birthday. Edited by Doreen Innes, Harry Hine and Christopher Pelling. Oxford 1995, 3–18.
- Deviant focalisation in Vergil’s Aeneid, in: Proceedings of the Cambridge Philological Society 36 (1990) 42–63.
- Lucretius and Politics. In: Philosophia Togata. Essays on Philosophy and Roman Society. Edited by Miriam Griffin and Jonathan Barnes. Oxford 1989, 120–150.
- First Thoughts on Closure: Problems and Prospects, in: Materiali e discussioni per l’analisi dei testi classici 22 (2011) 75–122.

Sonstiges
- Titus Lucretius Carus, On the nature of the universe. Translated by Sir Ronald Melville, introduction by Don and Peta Fowler. Oxford University Press, New York 1999.
- Gian Biagio Conte: Latin Literature: A History. Translated by Joseph B. Solodow, revised by Don Fowler and Glenn W. Most. Johns Hopkins University Press, Baltimore / London 1994 (Rezension: Peter Davis, Scholia Reviews ns 5 (1996) 3)